# 奥尔纳丘埃洛斯
奥尔纳丘埃洛斯，是西班牙安达卢西亚自治区科尔多瓦省的一个市镇。总面积909平方公里，总人口4687人（2001年），人口密度5人/平方公里。